# Stiby backe
Stiby backe este o arie protejată (arie specială de conservare — SAC, sit de importanță comunitară — SCI) din Suedia întinsă pe o suprafață de 119,8 ha, integral pe uscat.

## Localizare
Centrul sitului Stiby backe este situat la coordonatele 56°01′16″N 14°41′28″E / 56.021°N 14.691°E.

## Înființare
Situl Stiby backe a fost declarat sit de importanță comunitară în ianuarie 1997 pentru a proteja 1 specie de animale. Situl a fost protejat și ca arie specială de conservare în martie 2011.

## Biodiversitate
Situată în ecoregiunea continentală, aria protejată conține 4 habitate naturale: Pajiști uscate europene, Păduri de stejar sau de stejar și carpen sub-atlantice și medio-europene de Carpinion betuli, Pășuni din zone de pădure fino-scandinave, Formațiuni de Juniperus communis pe lande sau pajiști calcaroase.
La baza desemnării sitului se află o specie protejată de  amfibieni: triton cu creastă (Triturus cristatus).